# Aeródromo de Santa Rosa de Vizcaíno
El Aeródromo de Santa Rosa de Vizcaíno (Código AFAC: SRV) es un pequeño campo de aviación ubicado a 3 km al sureste de Villa Alberto Andrés Alvarado Arámburo en el Municipio de Mulegé, Baja California Sur. Cuenta con una pista de aterrizaje sin pavimentar de 1,198 metros de largo y 15 metros de ancho con gotas de viraje en ambas cabeceras, una calle de rodaje y una plataforma de aviación de 500 metros cuadrados. El Aeródromo de Santa Rosa de Vizcaino ha sido utilizado como aeropuerto alterno al Aeropuerto Regional de Guerrero Negro, llegando a ser un sustituto temporal de este último.